# ドイツ義勇軍
ドイツ義勇軍（ドイツぎゆうぐん、独: Freikorps, フライコーア）は、ドイツにおける志願兵部隊あるいは準軍事組織の呼称。もともとは志願兵部隊のみを指した。ドイツ語で「frei（自由な）+ Korps（軍団）」という意味の言葉。フライコールとも表記される。

## 第一次世界大戦前
ドイツ義勇軍の端緒は18世紀の七年戦争においてプロイセン王フリードリヒ2世が募集したものだった。他に知られる義勇軍にはナポレオン戦争における、フェルディナント・フォン・シル率いる「シル猟兵団」やルートヴィヒ・アドルフ・フォン・リュッツォウ率いる「黒の猟兵」などがある。正規軍にとって義勇軍は頼りにならないと考えられており、彼らは主に歩哨やあまり重要でない任務を行っていた。

## 第一次世界大戦後

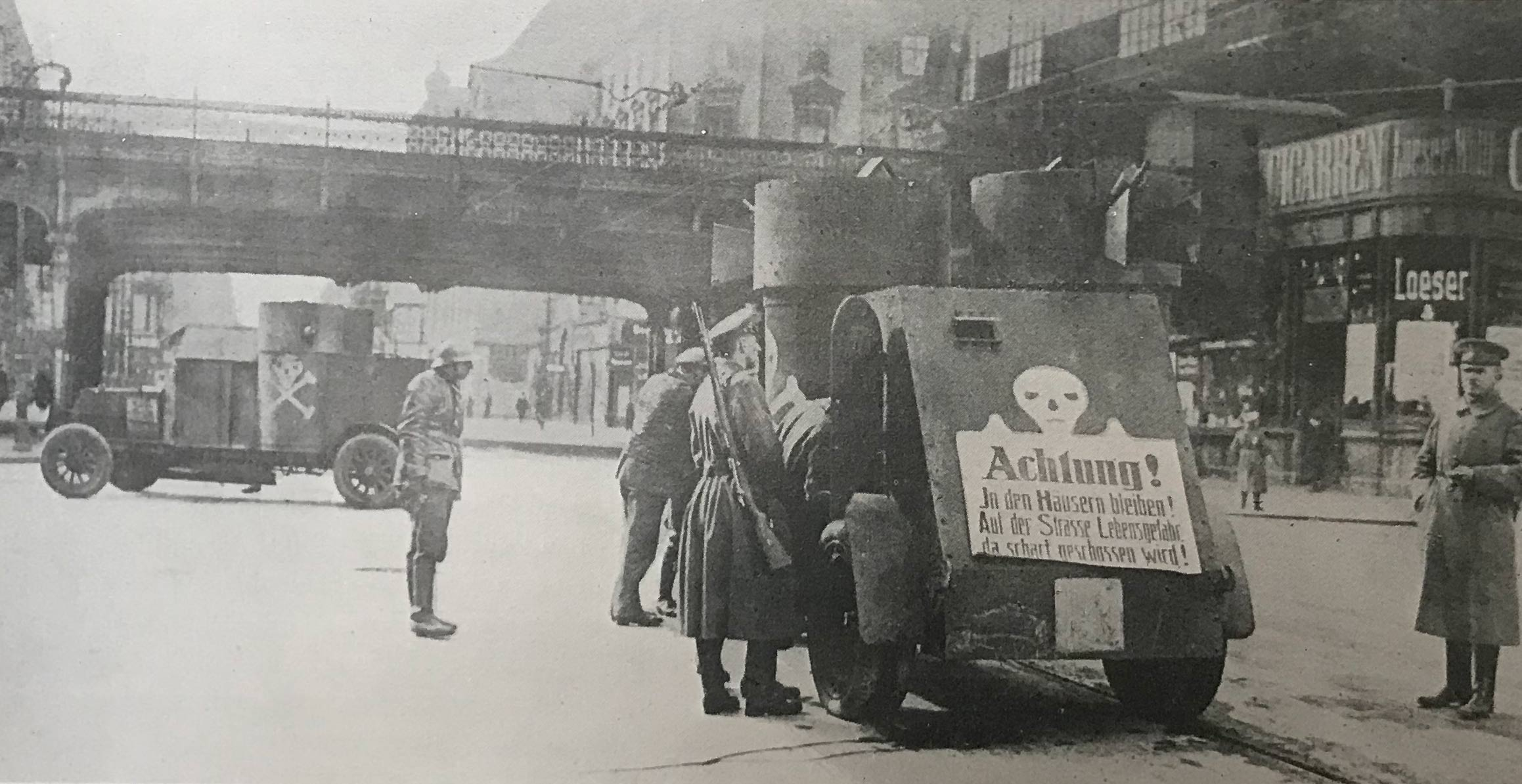
重機関銃を搭載した義勇軍の装甲車。後部には「実弾で撃たれるおそれがあるため、外出せず建物の中にとどまれ」と掲示されている（1919年）

「義勇軍」の名称は第一次世界大戦敗戦後の1918年以降、ドイツ周辺に出現した復員兵による民兵組織に対して使われるようになった。名前自体は対ナポレオン戦争時の義勇軍に由来するが、その時の義勇軍と第1次大戦後の義勇軍とは性格が全く異なる。1918年12月中旬から組織され始めたこの義勇軍は、1813年の解放戦争時にリュッツォウ少佐が結成した義勇兵組織にならい、革命後の内乱鎮圧のためメルッカー将軍やシュライヒャー少佐、グレーナー将軍らが企画し、社会民主党（SPD）軍政派のグスタフ・ノスケがこれにてこ入れして完成された、市民社会に溶け込むことができなかった学生や青年層などから構成された民兵組織であった。大部分のフライコールは、各地の旧軍将校が指揮して募集・編成された。SPDによるフライコールも存在したが例外的である。彼らは同時期に活動していた準軍事組織の中で重要な役割を果たしていた。多くのドイツ退役軍人は市民生活に馴染むことができず、軍事組織の中に安定を求めて義勇軍に入隊した。また、復員兵の多くは彼らの目から見て『突然起きた不可解な敗戦』とその後の社会の混乱に憤りを感じていた。彼等は、その憤懣を晴らすために入隊し、混乱の元凶と思われた共産主義者を鎮圧した。フライコールは反スパルタクス団・反ボルシェヴィズムを標榜していたが、多くは反共和国でもあった。
彼らはドイツ社会民主党メンバーで国防大臣だったノスケから多大な支援を受け、ノスケは彼らをドイツ革命の鎮圧や1919年1月15日のカール・リープクネヒトおよびローザ・ルクセンブルクの処刑を含むマルキスト・スパルタクス団の壊滅、ブレーメンのレーテ政府、ルール地方や中部ドイツなどで発生したゼネスト、1919年のバイエルン・レーテ共和国打倒などに利用した。彼らの共産主義者への憎悪は凄まじく、リープクネヒト、ローザ両人の遺体は、確認が困難な状態になるほど痛めつけられていた。
義勇軍はまた、第一次世界大戦後、バルト三国、シレジアおよびプロイセンで戦い、ときに大きな成功を収めた。バルト諸国におけるボリシェヴィキら率いる赤軍との戦いの際、保守革命的な心情を抱く一部の義勇軍は彼らの不屈な革命精神に感化され親近感を抱き、後の保守革命の思想である革命的ナショナリズムやナショナルボルシェヴィズムに影響を与えた。ラトビアで活動したバルト義勇軍がドイツ国外のフライコールとしてはよく知られている。バルト義勇軍は、連合国の黙認のもとで、ボルシェヴィキを阻止する代わりに現地に入植する契約を現地政府と交わしていた。
義勇軍の心情にもう一つ影響を与えたのは、反市民的生活感情をもつ青年運動と第一次世界大戦における特攻隊（Stoßtrupp）の体験である。特攻隊とは、特訓を受けた機動力をもつ3人1組の小さな戦闘組織で、士官と兵士達がお互いに「君（du）」で呼び合う青年運動における組織原理に似た組織であり、エルンスト・ユンガーもこの特攻隊の隊長だった。義勇軍の種類は様々でその活動勢力の中心は旧勢力を代表する将軍達ではなく、ナチのレーム大尉やエアハルト海軍少佐、ベルトルト少尉、ロスバッハ少尉、シュルツ少尉、シュラゲター少尉などの旧勢力に反発する下級将校からなっていた。大半が反動的な将軍達とは違ってこれらの若い将校達は、何らかの形でプロイセン軍国精神と社会主義を結びつけようとしていた。旧海軍将校で戦後、義勇軍に属したフランケ（Helmut Franke）によると
| 「 | 将校と社会主義の理念は互いに修正し合わなければならぬ。こうして、プロイセン将校の私欲なき義務遂行の理想を社会主義者達にも伝えることができる。さらに、プロイセン将校の国家観は社会主義者達の階級的エゴイズムを変えさせ、他方、社会主義者達の方も将校に社会行動の理論や大衆心理に対する理解を教えることができる。将校の国家的心情と社会主義者の力との相互の関係から将来の将校が生まれる。 | 」 |

このような新しい感情をもつ血の気の多い若手将校達に指揮された義勇軍が中央に従わないアナキズム的な風潮に染まっていったのは言うまでもなく、例えばゲオルク・メルカーの義勇軍はその直属の上部機関にあたる第17軍管区司令部の反対を無視して、祖国に対する忠誠のシンボルである銀製のオークの徽章を身に付け、更にその各分隊はそれぞれ思いの徽章をまとっていた。これらの義勇軍はベルリン、ブレーメン、ミュールハイム、ドレスデン、ハレ、ライプツィヒ、ミュンヘン、ルール地方などにおける極左の暴動鎮圧に動員され、他にはバルト地方沿岸やオーバーシュレージェンの国境防衛にあたっていた。これら義勇軍は政府の命令によって解散させられると地下活動に専念し、「労働キャンプ」を作り土地の地主達と結託して半農・半軍事教練や反抗農民の鎮圧に加わったり、トラック会社、自転車貸業、私立探偵事務所、サーカス一座などを運営し、表向きは市民生活の偽装をこしらえ裏では禁止されていた武器弾薬の調達を図り「黒い国防軍」などの団体、組織に関係し自分たちの浮上する機会を窺っていた。
フライコールには指揮官の名前を冠したものが多かったことからわかるように、指揮官との人的紐帯の強い組織だったため、共和国に忠誠を誓わなかったのは勿論として、国防軍指導部にも従わなかった。そのため軍部からは嫌われており、正規の国防軍編成の際に排除されたケースが多かった。1919年にはフライコールは150から200部隊、人数にして40万人に達したと言われており、かなり大きな軍事的影響力を持っていた。ヴェルサイユ条約の規定により、1920年に公式に解散されるものの、解散後も名前を変えて準軍組織として活動を続けるものもあった。エアハルト旅団をはじめとする一部の義勇軍は1920年3月のカップ一揆に参加したが、クーデターは失敗に終わった。

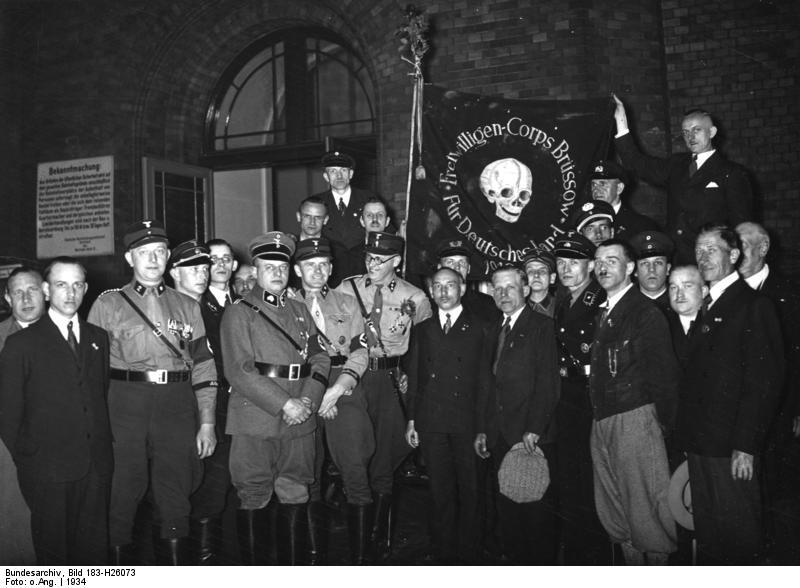
ベルリンでのフライコール参加者の集会（1934年）突撃隊の制服姿の参加者もいる

1920年、アドルフ・ヒトラーは当時まだ名の知られていない泡沫政党であったドイツ労働者党（間もなく国民社会主義ドイツ労働者党（ナチ党）に改称）の指導者として、政治家としての第一歩をミュンヘンで踏み出したところであり、その後の党員および指導者達（突撃隊指揮官エルンスト・レーム、アウシュヴィッツ強制収容所所長ルドルフ・フェルディナント・ヘスなど）の大半が義勇軍の出身者であった。
エアハルト海兵旅団の創設者であり指揮官でもあるヘルマン・エアハルトおよび指揮官代理エバーハルト・カウター (Eberhard Kautter) はヴィーキング同盟を率い、ミュンヘン一揆でヒトラーおよびエーリヒ・ルーデンドルフに手を貸すのを拒み、彼らに対して陰謀を企てた。
義勇軍の中でもっとも大規模だったものは鉄兜団、前線兵士同盟であり、最終的にはナチ党の突撃隊に吸収され解散した。

## ドイツ義勇軍メンバー
後のナチス関係者
- ヨシアス・ツー・ヴァルデック＝ピルモント（親衛隊大将。ヴァイマルなどの親衛隊及び警察指導者）
- カール・ヴォルフ（親衛隊大将。親衛隊全国指導者ヒムラーの副官部長官）
- フランツ・フォン・エップ（ナチ党国防部長）
- フリードリヒ・カール・フォン・エーベルシュタイン（親衛隊大将。ミュンヘンなどの親衛隊及び警察指導者）
- マンフレート・フォン・キリンガー（Manfred Freiherr von Killinger）(ルーマニア駐在公使）
- アルトゥール・グライザー（Arthur Greiser）（ダンツィヒ市長。ヴァルテラント総督。親衛隊大将）
- フリードリヒ・ヴィルヘルム・クリューガー（突撃隊大将、親衛隊大将。ポーランドの親衛隊及び警察指導者）
- フランツ・プフェファー・フォン・ザロモン（突撃隊最高指導者）
- ヘルマン・エッサー（ナチス右派（ミュンヘン党本部）の領袖。ナチ党党員番号2番）
- グレゴール・シュトラッサー（ナチス左派の領袖。長いナイフの夜で殺害。）
- オットー・シュトラッサー（ナチス左派の領袖。グレゴールの弟。）
- ユリウス・シュレック（初代親衛隊全国指導者）
- クルト・ダリューゲ（親衛隊上級大将。秩序警察長官）
- ヨーゼフ・ディートリヒ（親衛隊上級大将、武装親衛隊上級大将。第1SS装甲師団「LSSAH」師団長）
- オスカール・ディルレヴァンガー（親衛隊上級大佐。ディルレヴァンガー旅団の指揮官）
- ラインハルト・ハイドリヒ（親衛隊大将。国家保安本部長官）
- ハインリヒ・ヒムラー（第4代親衛隊全国指導者）
- リヒャルト・ヒルデブラント（親衛隊大将。親衛隊人種及び移住本部長官）
- ハンス・アドルフ・プリュッツマン（親衛隊大将。ロシア占領地域親衛隊及び警察指導者）
- ルドルフ・フェルディナント・ヘス（親衛隊中佐。アウシュヴィッツ強制収容所所長）
- ゴットロープ・ベルガー（親衛隊大将。親衛隊本部長官）
- ヴォルフ＝ハインリヒ・フォン・ヘルドルフ （ベルリン警察長官。突撃隊将軍。1944年7月20日のヒトラー暗殺・クーデター未遂事件に関与し処刑。）
- オズヴァルト・ポール（親衛隊大将。親衛隊経済管理本部長官）
- マルティン・ボルマン（総統官房長）
- ヴィルヘルム・フリードリヒ・レーパー（Wilhelm Friedrich Loeper） - マクデブルク・アンハルト公国大管区長。
- エルンスト・レーム（突撃隊幕僚長）

国防軍関係者
- ヴァルター・ヴェンク（陸軍装甲兵大将。最年少の軍司令官）
- ヴィルヘルム・カナリス（海軍提督。国防軍諜報部長官）
- ヴィルヘルム・カイテル（陸軍元帥。国防軍最高司令部総長）
- ヒアツィント・シュトラハヴィッツ（陸軍中将。「戦車伯爵」の異名をとる戦車部隊指揮官）
- フーゴ・シュペルレ（空軍元帥）
- ゲオルク＝ハンス・ラインハルト（陸軍上級大将）

その他
- アルフレート・ヴェンネンベルク（警察大将。警察師団の師団長）
- エルンスト・フォン・ザロモン
- エルンスト・シュターレンベルク（オーストリアの政治家、護国団の指導者）
- アルベルト・レオ・シュラーゲター(ルール地方における対仏レジスタンス闘争の闘士。後にフランス軍に捕まり銃殺され、ワイマール時代のドイツ抵抗運動の国民的英雄となる。)
- ルドルフ・ベルトールド（第一次世界大戦期に44機を撃墜したドイツ空軍撃墜王、1920年に死去） - 。
- ヨーゼフ “ベッポ” レーマー（ドイツ共産党活動家）
- マルティン・ニーメラー (Uボート艦長、古プロイセン合同福音主義教会牧師、ヘッセン＝ナッサウ福音主義教会議長(他の州教会での監督に相当)

## 義勇軍章一覧[7]

### 軍公認の章

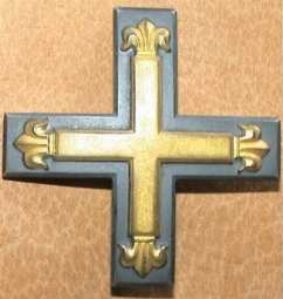
バルト十字章

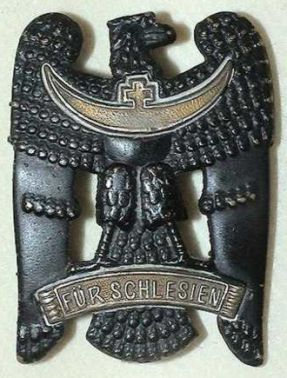
1級シュレージエン鷲章

- バルト十字章（英語版）（1919年）
- 1級・2級シュレージエン鷲章（英語版）（1919年）

### 軍非公認の章

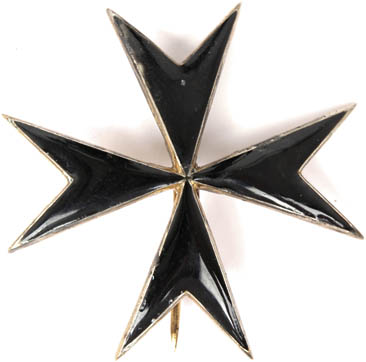
ドイツ騎士十字章

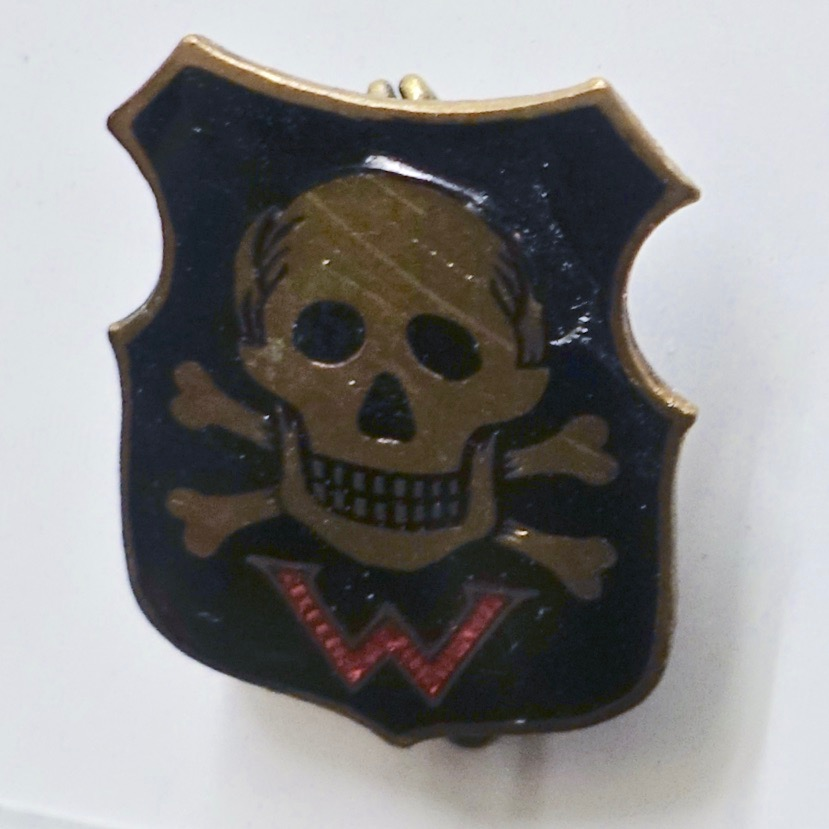
「ヴェアヴォルフ（人狼団）」バッジ

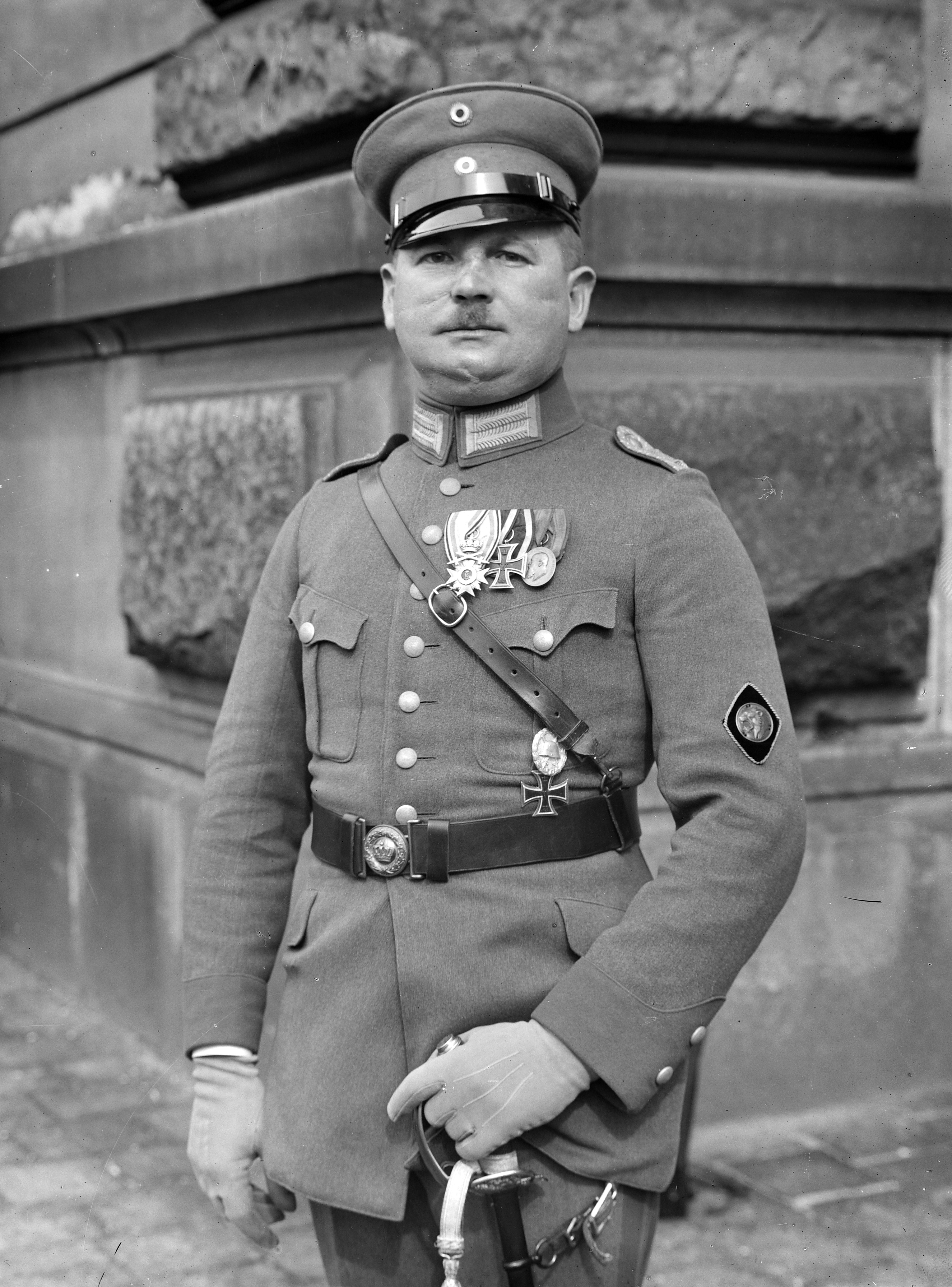
軍服左袖に「エップ義勇軍獅子袖章」を身に付けたエルンスト・レーム（1924年）

- 東部国境警備隊（ドイツ語版）騎士盾章（1919年）
- 第5軍団技能章（1919年）
- ヴェストファーレン馬章付緑色飾緒（1919年）
- オーロック義勇軍記念章
- 西ロシア解放軍（英語版）記念メダル（1919年）
- ベルガーホフ自衛大隊
  - 技能章（1921年）
  - 上シュレージエン十字章（1921年）
- 北ボイテン第5ドイツ独立狙撃中隊
  - ボイテン名誉十字章（1921年）
- 船首星章（1919年）
- ドイツ義勇名誉章（1920年）
- ドイツ狙撃師団技能章（第31歩兵師団
- ディービッチュ義勇軍
  - ディービッチュ十字章
  - マルプラケット星章
- ディービッチュ十字章
  - 良馬記念メダル
- 鉄師団（ドイツ語版）メダル（1920年）
- ハイデブレック自衛大隊技能章
- ヒンデンブルク志願募兵技能章
- クロイツブルク十字章
- キューメ義勇分遣隊技能章
- 郷土猟兵軍団（1920年）
  - 忠誠章
  - 体力奉仕優良メダル
  - 良馬記念メダル
- 郷土義勇狙撃軍団
  - 第1近衛郷土狙撃大隊忠誠十字章（1920年）
- ラウテンバッハ志願募兵技能章（1933年）
- ルブリニッツ自衛大隊十字章
- リュッツォー義勇軍名誉記念章
- 第2海兵旅団「エアハルト」戦功章（1920年）
- 1級・2級レーウェンフェルト十字章（1920年）
- 上シュレージエン義勇大隊名誉章（1921年）
- 北部医療大隊記念名誉章（1919年）
- エップ義勇軍獅子袖章
- オーバーラント義勇軍（英語版）
  - オーバーラント技能章（1921年）
  - アンベルク十字章（1930年）
  - 上シュレージエン記念硬貨（1926年）
  - 鷲章
  - 1919年追想十字章
- ヴェストファーレン義勇軍「プフェッファー」技能章
  - 緑色狙撃飾緒（1919年）
- クローゼ義勇軍ピッツェン十字章（1921年）
- フォン・ランダウ分遣隊
  - ドイツ騎士十字章（英語版）（1919年）
- レムシャイト臨時挺身隊看章（1922年）
- ロスバッハ義勇軍十字章（1921年）
- クールラント兵士・植民団体メダル（1919年）
- ヴァイクマン義勇軍騎士章（1920年）
- ヴォルフ自衛大隊
  - ヘッセン名誉記念バッジ（1921年）
- ヴェアヴォルフ（人狼団）バッジ
- シュラーゲター（英語版）僚友協会
  - シュラーゲター盾章（1933年）
    - 盾形（第1版）
    -  楕円形（第2版）
    - 円形（第3版）
      -  戦闘員用剣章
      - 闘争参加記念銘版
      -  バルト海闘争 1919/20年
      -  バルト海闘争 1919/23年
      -  対スパルタクス闘争 1919/23年
      -  カリンシア闘争 1919年
      -  国境警備挺身 1919/20年
      -  国境警備挺身 1919/23年
      -  上シュレージエン闘争 1921年
      -  上シュレージエン闘争 1922年
      -  ライン/ルール闘争 1919/23年
      -  ライン/ルール闘争 1923/24年
      -  国民社会主義運動闘争[注釈 1] 1922/23年
- ヴュルツブルク市名誉章（1934年）

## ギャラリー

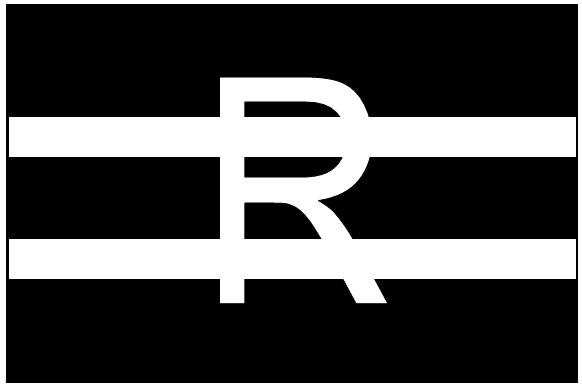
ロスバッハ義勇軍旗
バルト義勇軍旗
人狼団旗